# 1972 nos jogos eletrônicos
Em 1972, foi lançado o primeiro jogo de fliperama com sucesso comercial, Pong, e o primeiro console de jogos eletrônicos, o Magnavox Odyssey. O perfil dos jogos eletrônicos aumentou substancialmente e empresas começaram a explorar a distribuição de jogos eletrônicos em uma escala maior. Nesse período, foram criados importantes jogos para computadores mainframe que se tornaram a base para os primeiros jogos para microcomputadores.

## Eventos
- Pong é o primeiro jogo eletrônico de arcade com sucesso comercial, assim como o primeiro jogo eletrônico a ser alvo de um processo judicial.
- Após as fracas vendas de Computer Space, Nolan Bushnell deixa a Nutting Associates para mover sua firma de design e engenharia de máquinas operadas por moeda junto com Ted Dabney em uma empresa completa. Quando oficialmente incorporada, Bushnell descobre que uma empresa já estava usando seu nome (Syzygy). Em seu lugar, a nova empresa passa a ser chamada de "Atari".[1]
- 24 de maio: a Magnavox demonstra Odyssey, o primeiro console de jogos eletrônicos, em uma convenção em Burlingame, Califórnia. A Nutting Associates, empresa que manufatura Computer Space, envia Nolan Bushnell para observar o lançamento. Bushnell reporta que considerou o aparelho decepcionante, e considerou que não há preocupações quanto à concorrência.[1] Mais tarde nesse mesmo ano, a Magnavox processa a Atari por Pong, alegando que Nolan Bushnell havia apropriado o conceito de Tennis, um dos jogos disponíveis para Odyssey, após vê-lo no anúncio do console. Nolan e a Magnavox fazem um acordo para licenciar o jogo pelo preço de 700 mil dólares.[2]

## Máquinas de fliperama mais vendidas
Os títulos seguintes foram os jogos de fliperama mais vendidos de 1972 nos Estados Unidos, de acordo com as vendas anuais de máquinas de fliperama fornecidas por Ralph H. Baer.
| Nº | Título         | Unidades | Desenvolvedora     | Fabricante         | Gênero           |
| -- | -------------- | -------- | ------------------ | ------------------ | ---------------- |
| 1  | Computer Space | 200      | Syzygy Engineering | Nutting Associates | Combate espacial |
| 2  | Pong           | 1        | Atari, Inc.        | Atari, Inc.        | Esporte          |

## Lançamentos notáveis

### Hardware

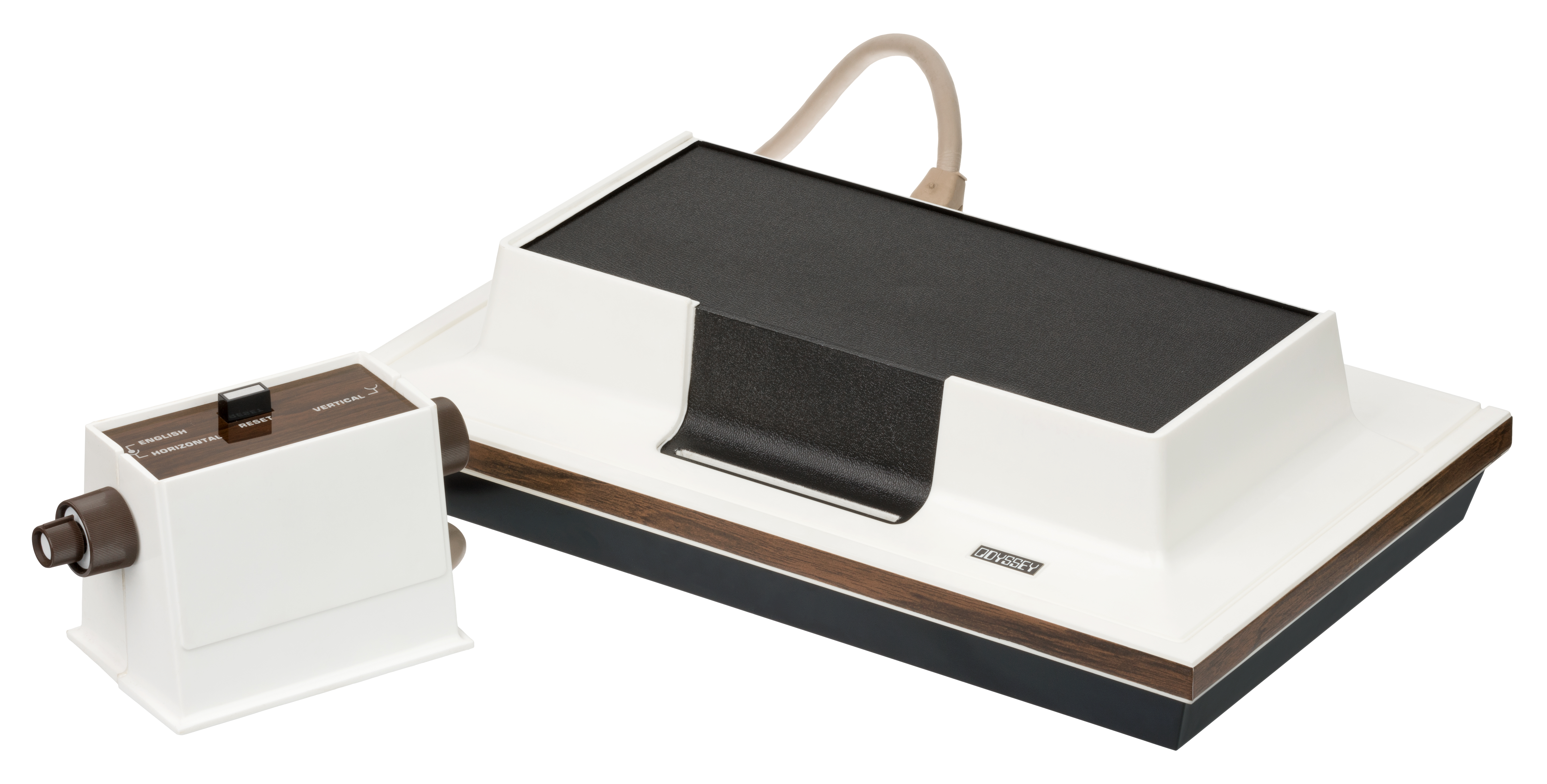
O Magnavox Odyssey foi lançado em 1972.

- O Magnavox Odyssey foi lançado em 1972.Setembro: a Magnavox começa a vender o Magnavox Odyssey através de suas próprias lojas.[1]
- 29 de novembro: a Atari lança o seu primeiro jogo de fliperama, Pong, programado por Allan Alcorn.[1]

### Jogos
- Gregory Yob programa Hunt the Wumpus, um exemplo embrionário do gênero de ficção interativa, em BASIC para mainframes.[4]
- Don Daglow programa Star Trek para um mainframe PDP-10 no Pomona College.[5]